# حارة عزان (ذمار)
حارة عزان هي إحدى حارات مدينة ذمار التابعة لمحافظة ذمار، بلغ تعداد سكانها 2,251 نسمة حسب تعداد اليمن لعام 2004.